# Black Springs
Black Springs est un village situé dans l’État américain de l'Arkansas, dans le comté de Montgomery.

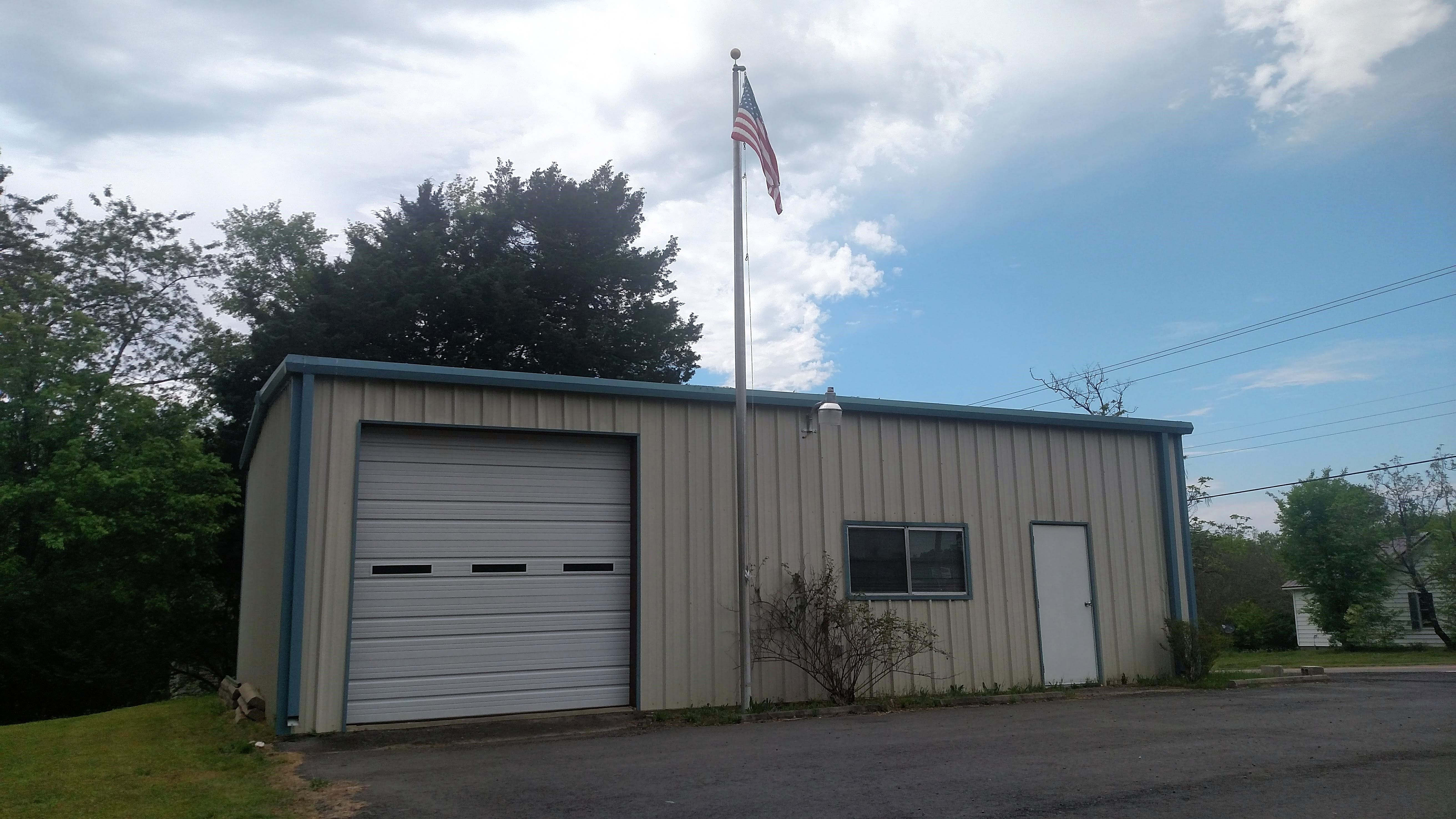
Centre communautaire de Black Springs

## Démographie
| 1970 | 1980 | 1990 | 2000 | 2010 | - |
| ---- | ---- | ---- | ---- | ---- | - |
| 72   | 92   | 97   | 114  | 99   | - |